# Bioventilazione
La bioventilazione o bioventing è una tecnica di bonifica biologica (o biorisanamento) dei suoli contaminati da sostanze inquinanti. La bonifica è effettuata dai microrganismi aerobici autoctoni, cioè già presenti nel terreno.

## Meccanismo
Il bioventing prevede l'impianto di pozzi d'estrazione dell'aria nella zona vadosa o insatura (strato del terreno compreso fra la superficie e la zona acquifera, di falda freatica) del sito. Attraverso i pozzi si procede all'insufflazione, cioè all'immissione forzata d'aria: l'aerazione così prodotta causa una proliferazione dei microrganismi autoctoni, che con la loro attività degradano i composti organici adsorbiti dalle componenti minerali e organiche del suolo.
È quindi una tecnica particolarmente adatta a terreni porosi, mentre non si presta al trattamento di zone sature ed strati di falda.
Si può associare ad impianti di bionsufflazione posti nella zona satura (la falda).
Il processo di bioventing si sviluppa attraverso l'immissione di aria negli strati di terreno interessati dalla presenza di contaminanti organici, l'ossigeno consente l'attivazione dei processi catabolici aerobici di quasi tutti i composti organici (es. idrocarburi) a catena aperta ed in presenza di bassi livelli di alogenazione.
Al contrario delle tecnologie di Soil vapor extraction, dove la rimozione delle frazioni volatili avviene dopo aspirazione dell'aria interstiziale, nel bioventing si opera l'immissione forzata di aria attraverso una serie di pozzi tipo well point in grado di canalizzare aria e eventuali agenti stimolatori, anche a notevoli profondità.

## Fasi del processo
La struttura di un sistema tipo di bioventing risulta così articolata:
- Realizzazione di un protocollo di site assessment  finalizzato alla caratterizzazione del profilo stratigrafico del suolo contaminato con individuazione dei caratteri pedologici (tessitura, struttura, livello piezometrico, estensione areale, localizzazione dei livelli di inquinamento) e caratterizzazione degli inquinanti (analisi gas – cromatografica e gas-massa delle specie chimiche inquinanti, mobilità degli inquinanti, caratterizzazione delle specie batteriche indigene mediante arricchimento);
- Progettazione del 'circuito di immissione del fluido'  con identificazione della localizzazione dei pozzi e la relativa densità, il dimensionamento dell'impianto di immissione di aria (0,5 – 5 m³/min), dimensionamento del sistema di immissione dei nutrienti (sali sodici di nitrato e fosfato)  e dei promotori di crescita (microelementi, vitamine);
- Realizzazione di un sistema per l'arricchimento della percentuale di ossigeno nel fluido gassoso mediante perossido di idrogeno il quale, idrolizzandosi ad opera di enzimi specifici libera localmente ed in profondità, elevate concentrazioni di ossigeno molecolare;
- Installazione del cantiere e inizio delle operazioni di immissione di aria nel terreno.

## Disposizione e dimensionamento
La tipologia di pozzi utilizzata presenta numerose analogie con i sistemi well point comunemente utilizzati per il drenaggio di falda, la profondità e la densità di installazione varia in funzione dei seguenti parametri:
- Permeabilità del terreno;
- Profondità della fascia di inquinanti;
- Livello di falda con individuazione della velocità, direzione ed escursione.

Una misura media di densità prevede l'’installazione di 4 – 6 pozzi del diametro di 3 – 5 cm, per m² di superficie e una profondità media di 3–5 m.
La misura indicativa del livello di popolamento microbico del terreno durante la fase di trattamento prevede generalmente una concentrazione di colonie microbiche pari a 1000 – 1500 UFC/ g di terreno secco.

## Applicazioni
I sistemi di bioventing sono particolarmente utilizzati per la decontaminazione di terreni inquinati da idrocarburi (diesel e carburanti per aviazione, kerosene).
L'efficienza di rimozione varia considerevolmente dalle caratteristiche di permeabilità dei terreni; in presenza di terreni di medio impasto (elevate percentuali di scheletro e sabbia) l'efficienza di rimozione di carburanti sfiora il 95% in un periodo medio di 35 – 60 gg; la presenza di elevate quantità di argilla, limo, frazioni organiche, il periodo di trattamento si allunga considerevolmente (3 –5 mesi).